# Fukuro Shinai
Das Fukuro Shinai (jap. 袋竹刀),  ist ein Bambusschwert, überzogen mit Leder, das im Yagyū Shinkage-ryū (柳生新陰流) entwickelt und zu Übungszwecken in manchen Kenjutsu-ryū (剣術流) verwendet wird.

## Beschreibung
Das Fukuru Shinai besteht aus Bambus.  Durch die federnden Eigenschaften des Bambus wird sichergestellt, dass keine ernsthaften Verletzungen geschehen können und die Stabilität trotzdem hoch genug ist, um diesen Kontaktsport auszuüben.
Verbesserte Varianten des Fukuru Shinai wurden später im Ono-ha Ittō-ryū und im Nakanishi-ha Ittō-ryū gebraucht.